# River (Joni Mitchell)
River is een lied van de Canadese zangeres Joni Mitchell, en verscheen als albumtrack op haar vierde studioalbum Blue uit 1971.
"River" is een ballad die vermoedelijk gaat over de stukgelopen relatie tussen Mitchell en Graham Nash. Mitchell vertrok in 1970 naar Kreta, en liet Nash via een telegram weten dat hun relatie voorbij was. In de tekst bezingt Mitchell haar spijtgevoelens daarover. Ook zingt ze over de eenzaamheid die ze voelt, geeft ze toe dat ze moeilijk in omgang was en dat ze "de beste man die ze ooit had" heeft verloren. Daarnaast bezingt Mitchell de moeite die ze heeft met het feit dat ze geen kerst kan vieren met Nash. Hierdoor wordt het nummer vaak geïnterpreteerd als kerstnummer, ook mede door de eerste regel "It's coming on Christmas" en de interpolatie van Jingle Bells aan het begin van de plaat. Dit terwijl het nummer meer over een stukgelopen relatie gaat, dan over kerst.
Hoewel "River" nooit op single is uitgebracht, geniet het nummer tot op de dag van vandaag nog steeds veel bekendheid en populariteit. Na Both Sides, Now is "River" het meest gecoverde nummer van Mitchell. Onder anderen Heart (1995), Barry Manilow (2002), James Taylor (2006), Sam Smith (2017) en Ellie Goulding (2019) brachten een cover van het nummer op de markt.

## Ellie Goulding
In 2019 bracht de Britse zangeres Ellie Goulding een cover van het nummer uit, als single van haar EP Songbook for Christmas. Goulding was al vanaf haar jeugd van van Joni Mitchell en zei dat Mitchell één van de eerste singer-songwriters was op wie ze verliefd werd. Ook heeft Goulding naar eigen zeggen liedjes leren schrijven dankzij Mitchell, en was Mitchell de reden dat Goulding dat deed. Gouldings uitvoering van "River" bereikte de nummer 1-positie in het Verenigd Koninkrijk. Daarbuiten deed de cover echter niets in de hitlijsten.